# Teodora Tarcaniota
Teodora Tarcaniota (en griego: Θεοδώρα Ταρχανειώτισσα, fallecida en 1283) fue una aristócrata y monja bizantina de la segunda mitad del siglo XIII, sobrina del emperador bizantino Miguel VIII Paleólogo.
Teodora era hija de Nicéforo Tarcaniota, gran doméstico del Imperio de Nicea, y de su segunda esposa, María Paleólogo, hermana mayor del futuro emperador Miguel VIII Paleólogo. Dado que sus padres se casaron alrededor de 1237, y Teodora ya estaba casada en 1258, es probable que naciera a finales de la década de 1230 o principios de la de 1240. Tenía tres hermanos del matrimonio de sus padres, Andrónico, Miguel y Juan, y una media hermana del matrimonio anterior de su padre, conocida como Nostongonissa Tarcaniota.
Teodora estuvo inicialmente comprometida con el cortesano Valanidiota, antiguo paje del emperador Teodoro II Láscaris. Sin embargo, a principios de 1258, tras el anuncio oficial del compromiso con Valanidiota, el emperador ordenó que Teodora se casara con Basilio Cabalario. La ruptura del compromiso supuso un duro golpe para la familia de Teodora, que no podía aceptar al yerno impuesto por el emperador. A Teodora también le disgustaba el nuevo marido, y su matrimonio no se consumó debido a la debilidad sexual de Cabalario, por la que acusó a su suegra ante el emperador de practicarle magia negra. El sensible emperador ordenó interrogar a la madre de Teodora e incluso la sometió a tortura para obligarla a confesar, y su hermano Miguel Paleólogo fue arrestado poco después. Por esta razón, tras la llegada al poder de Miguel VIII Paleólogo en 1259, una de sus primeras medidas fue divorciar a su sobrina de Cabalario y casarla con su anterior prometido, Valanidiota. Además, el nuevo esposo de Teodora fue nombrado gran estratopedarca por su tío.
Valanidiota murió en 1266, tras lo cual Teodora se hizo monja y adoptó el nombre de Teodosia. Como monja, junto con su madre Marta y su hermanastra Nostongonissa, Teodosia lideró el movimiento arsenita desde sus inicios. Los arsenitas, que apoyaron al patriarca de Constantinopla depuesto Arsenio Autoriano por Miguel VIII, formaron el núcleo de la oposición político-religiosa al emperador Miguel VIII Paleólogo. Teodosia siguió siendo arsenita hasta el final de su vida en 1283. Poco antes, cuando ese mismo año se produjo un cisma entre los arsenitas, ella y su hermana apoyaron el ala extrema del movimiento, liderada por su hermano Juan Tarcaniota.